# Anartia
Genre
Anartia est un genre de lépidoptères de la famille des Nymphalidae, originaires d'Amérique.

## Liste des espèces et distributions géographiques
Le genre Anartia comporte cinq espèces,, toutes originaires de l'écozone néotropicale :
- Anartia amathea (Linnaeus, 1758) — Amérique du Sud et Antilles.
- Anartia fatima (Fabricius, 1793) — Amérique centrale, Mexique et Texas.
- Anartia jatrophae (Linnaeus, 1763) — Néotropique et Sud des États-Unis.
- Anartia lytrea (Godart, 1819) — Hispaniola.
- Anartia chrysopelea Hübner, [1831] — Cuba.

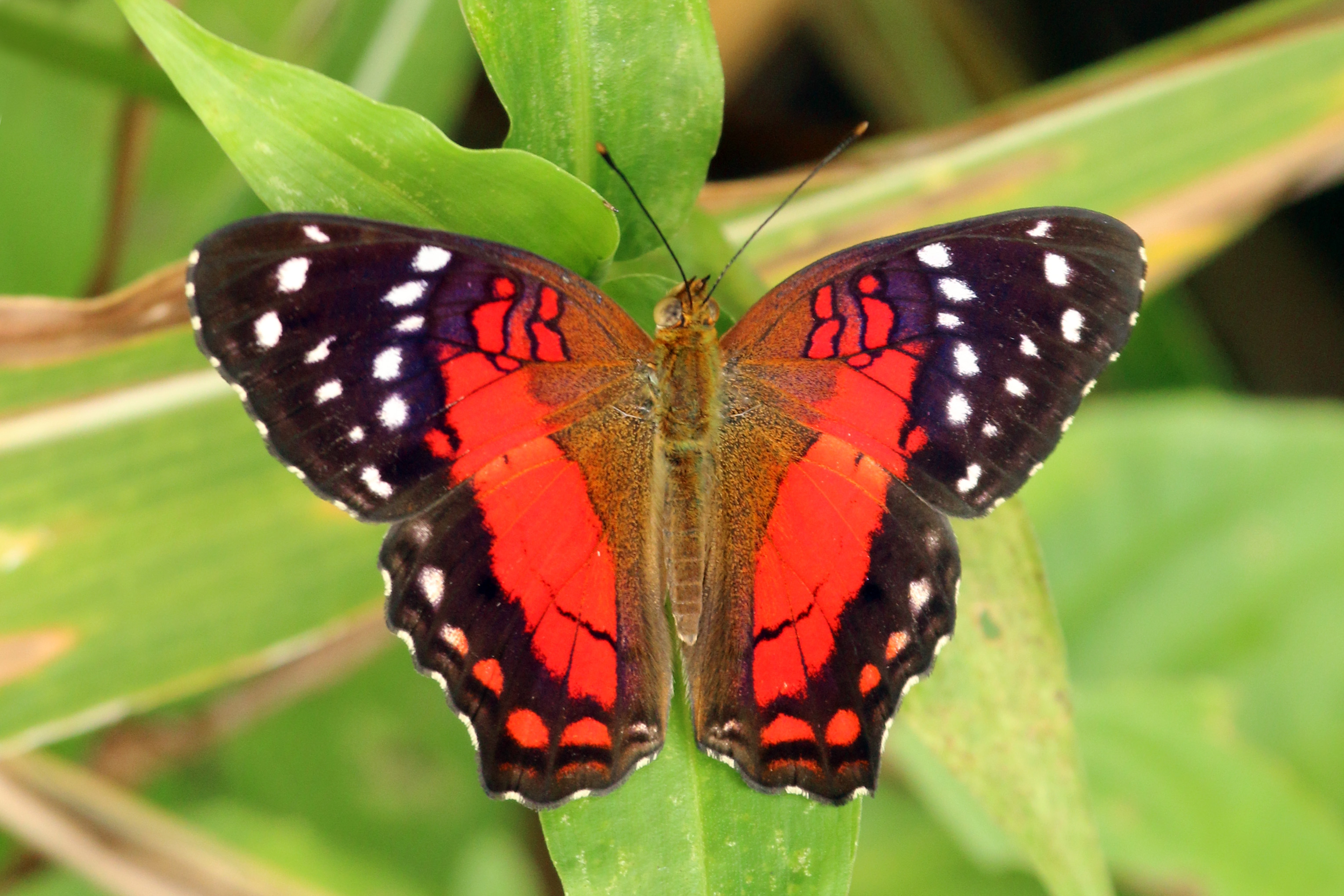
Anartia amathea
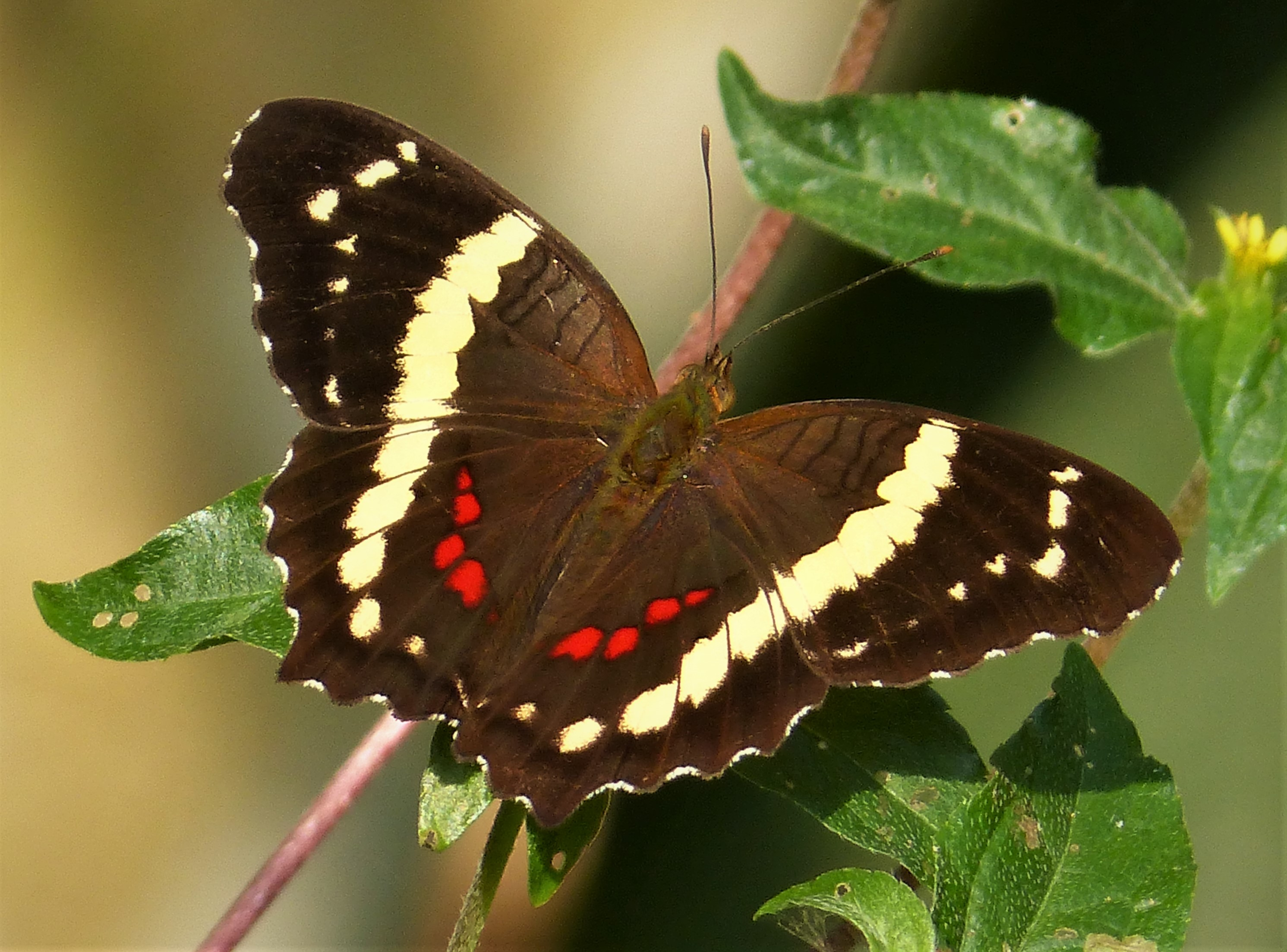
Anartia fatima
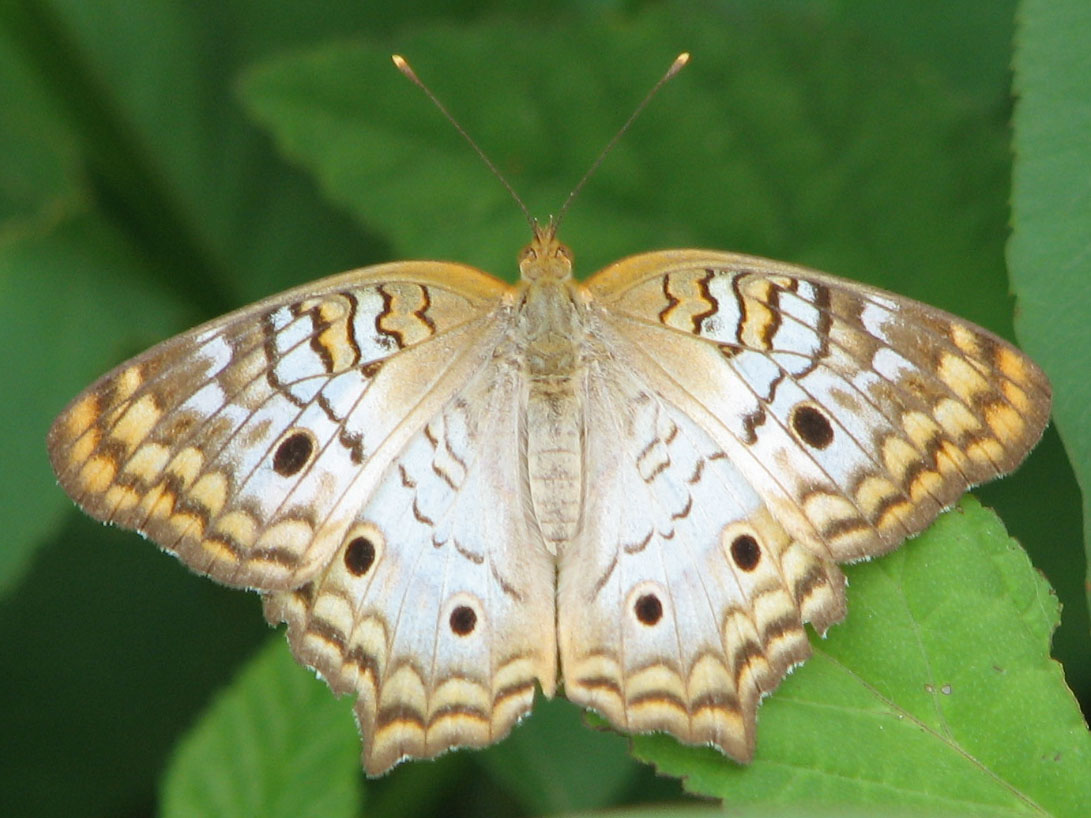
Anartia jatrophae
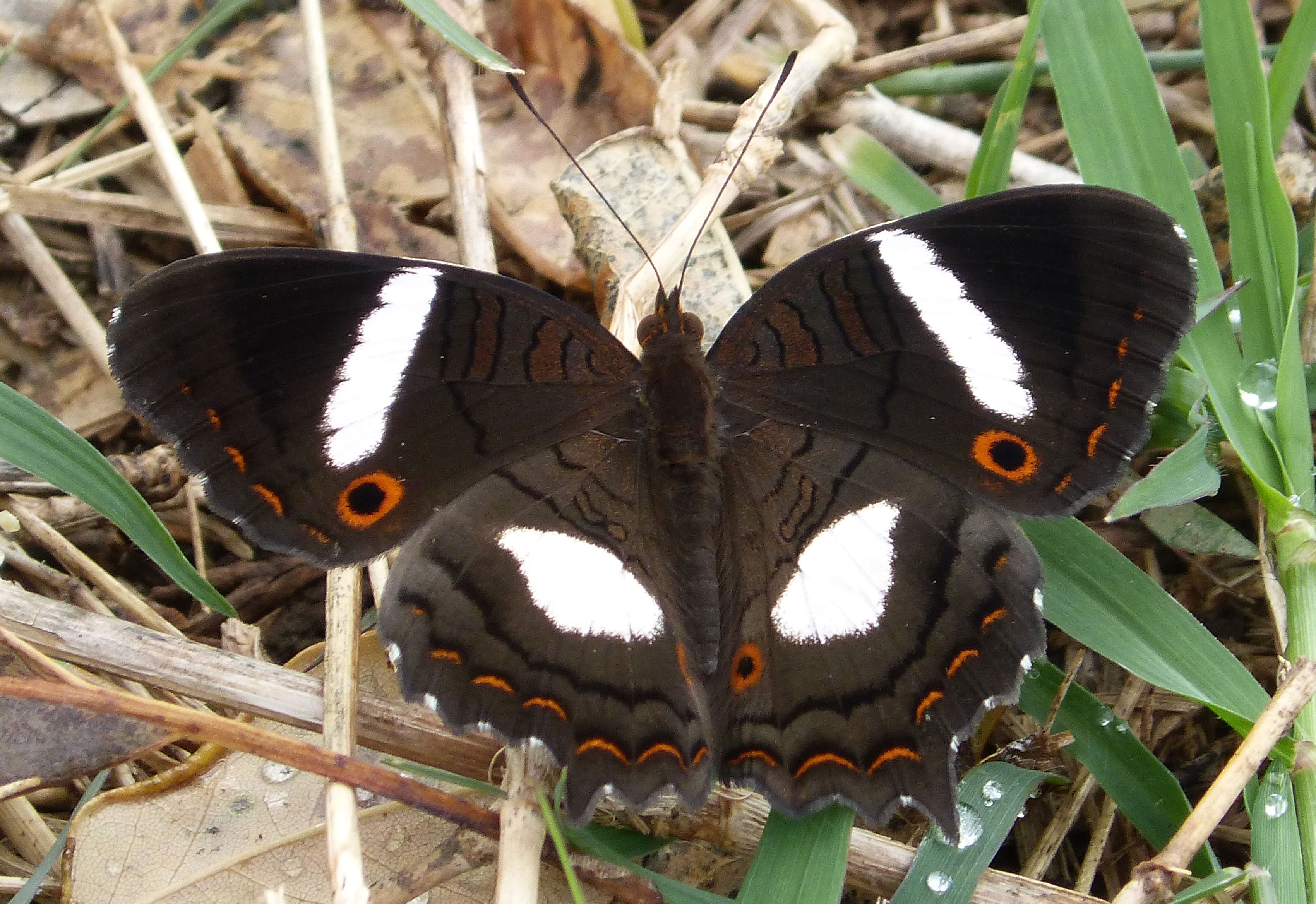
Anartia chrysopelea

## Systématique
Le genre Anartia a été décrit par l'entomologiste allemand Jakob Hübner en 1819. Son espèce type est Papilio jatrophae Linnaeus, 1763.
Il est actuellement classé dans la famille des Nymphalidae, la sous-famille des Nymphalinae et la tribu des Victorinini.
Anartia Hübner, [1819] a plusieurs synonymes, :
- Celaena Doubleday, [1849][4]
- Celoena Boisduval, 1870[5]
- Anartiella Fruhstorfer, 1907[6]

Photos de spécimens étalés (coll. MHNT)
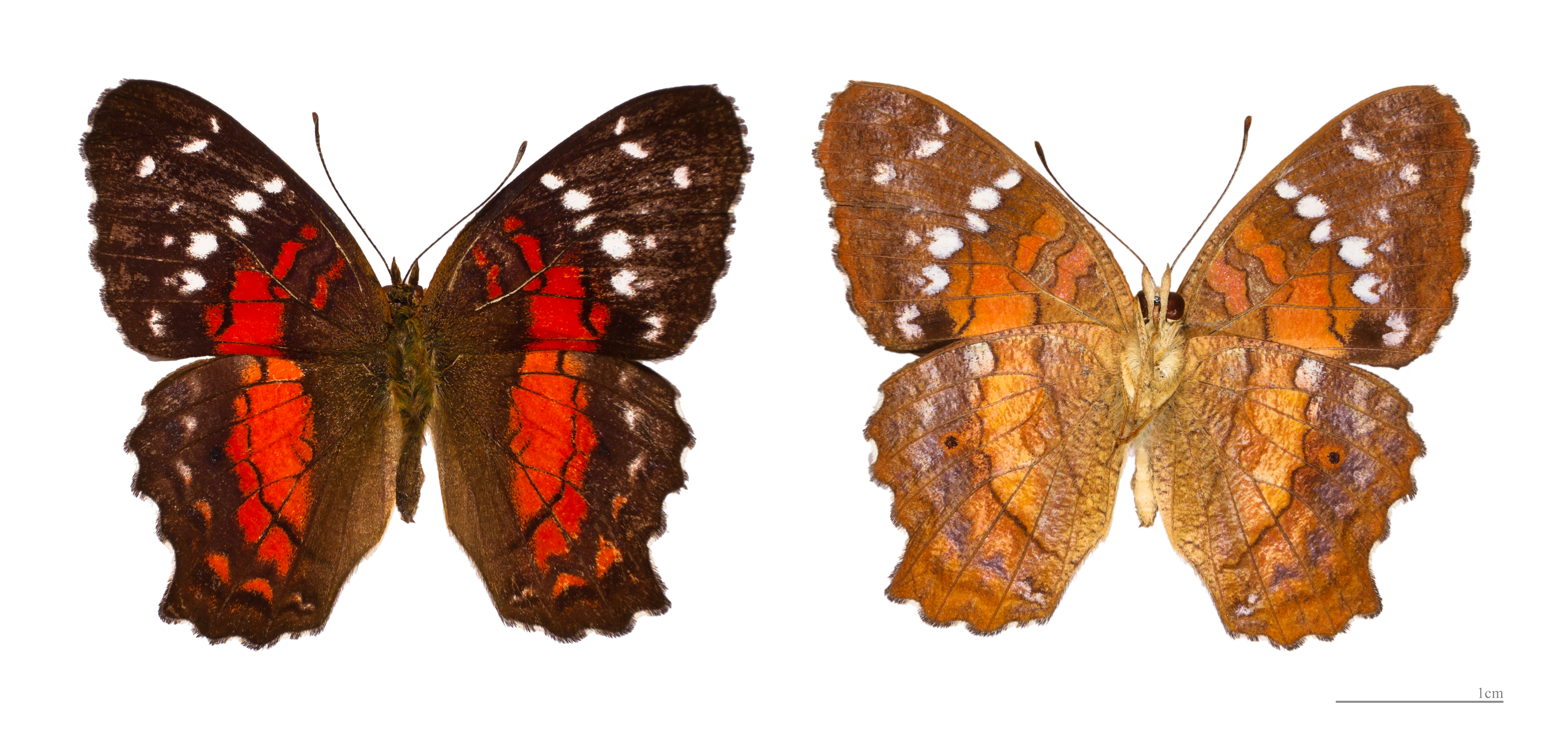
Anartia amathea
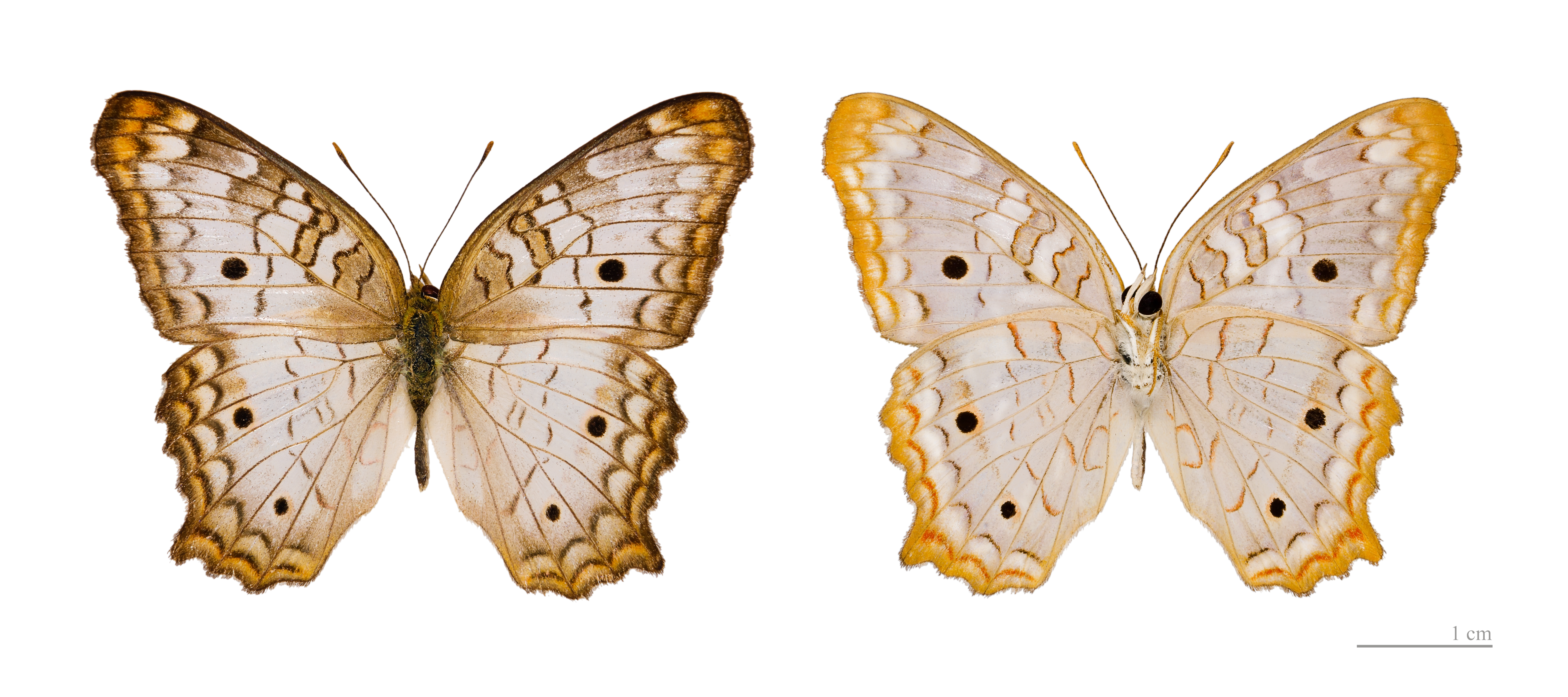
Anartia jatrophae